# Campionato nazionale Dante Berretti 2019-2020
Il Campionato Nazionale Dante Berretti 2019-2020 è stato la 54ª edizione del campionato nazionale Dante Berretti. Il torneo è iniziato il 21 settembre 2019. I detentori del trofeo erano il Torino per la Serie A e il Virtus Entella per la Serie C. Il campionato, dopo continue sospensioni, iniziate dal 23 febbraio 2020, in relazione all'emergenza sanitaria causata dal protrarsi della pandemia di COVID-19, viene definitivamente interrotto il 17 aprile 2020, con un comunicato ufficiale emanato dalla Lega Pro.

## Regolamento
Il Campionato Nazionale "Dante Berretti" si articola in due fasi successive: Gironi Eliminatori e Fase Finale A/Fase Finale B. Le squadre iscritte sono
suddivise, con criteri di vicinanza geografica, in sei gironi. Il torneo ha svolgimento con gare di andata e ritorno secondo le norme vigenti. Per le società in organico di Lega Pro, al termine della prima fase dei gironi eliminatori le prime cinque squadre meglio classificate dei sei gironi e le due migliori seste classificate tra i sei gironi, per un totale di trentadue squadre, sono ammesse alla Fase Finale A. Le società che non saranno ammesse alla Fase Finale A parteciperanno alla Fase Finale B.
Alle 59 squadre della Serie C (la Juventus U23, essendo già seconda squadra, non partecipa) che partecipano al campionato si aggiunge il Lecce per la Serie A.  Nella prima fase le squadre sono suddivise in sei gironi da 10 squadre ciascuno.

## Fase a gironi

### Girone A

#### Classifica finale
| Pos. | Squadra       | Pt | G  | V  | N | P  | GF | GS | DR  |
| ---- | ------------- | -- | -- | -- | - | -- | -- | -- | --- |
| 1.   | Novara        | 37 | 16 | 11 | 4 | 1  | 39 | 11 | +28 |
| 2.   | Renate        | 29 | 16 | 9  | 2 | 5  | 37 | 27 | +10 |
| 3.   | Lecco         | 29 | 16 | 8  | 5 | 3  | 27 | 20 | +7  |
| 4.   | Giana Erminio | 28 | 16 | 7  | 7 | 2  | 24 | 16 | +8  |
| 5.   | Monza         | 24 | 16 | 7  | 3 | 6  | 25 | 21 | +4  |
| 6.   | Como          | 20 | 16 | 5  | 5 | 6  | 23 | 28 | -5  |
| 7.   | Alessandria   | 16 | 16 | 4  | 4 | 8  | 19 | 31 | -12 |
| 8.   | Pro Patria    | 14 | 16 | 3  | 5 | 8  | 20 | 33 | -13 |
| 9.   | Pro Vercelli  | 13 | 16 | 3  | 4 | 9  | 18 | 29 | -11 |
| 10.  | Gozzano       | 9  | 16 | 2  | 3 | 11 | 22 | 38 | -16 |

Legenda:

      Ammesse alla fase finale A.
      Ammesse alla fase finale B.
Note:

Tre punti a vittoria, uno a pareggio, zero a sconfitta.

#### Tabellone
|               | Ale   | Com   | GiE   | Goz   | Lec   | Mon   | Nov   | PPa   | PVe   | Ren   |
| ------------- | ----- | ----- | ----- | ----- | ----- | ----- | ----- | ----- | ----- | ----- |
| Alessandria   | ----- | 1-1   | 0-0   |       | 1-3   | 0-1   | 0-3   | 2-2   | 3-2   | 1-5   |
| Como          | 4-3   | ----- |       | 3-0   | 0-2   | 1-1   | 1-5   | 1-2   | 1-1   | 3-2   |
| Giana Erminio |       | 1-0   | ----- | 2-2   | 3-3   | 3-2   | 2-2   | 3-1   | 2-1   | 1-0   |
| Gozzano       | 0-1   | 5-2   | 1-2   | ----- | 3-2   | 2-3   | 0-1   |       | 1-4   | 3-5   |
| Lecco         | 2-0   | 1-1   | 0-0   | 1-1   | ----- | 0-0   | 2-1   | 3-2   |       | 2-3   |
| Monza         | 1-2   | 1-2   | 0-0   | 3-0   | 5-2   | ----- |       | 3-2   | 2-1   | 0-1   |
| Novara        | 4-1   | 2-1   | 1-0   | 1-0   |       | 3-0   | ----- | 3-1   | 5-0   | 5-0   |
| Pro Patria    | 0-0   | 1-1   | 0-3   | 3-0   | 0-2   |       | 1-1   | ----- | 1-1   | 1-3   |
| Pro Vercelli  | 2-1   | 0-1   | 1-0   | 2-2   | 0-1   | 0-3   | 1-1   | 1-2   | ----- |       |
| Renate        | 1-3   |       | 2-2   | 3-2   | 0-1   | 2-0   | 1-1   | 6-1   | 3-1   | ----- |

### Girone B

#### Classifica finale
| Pos. | Squadra              | Pt | G  | V  | N | P  | GF | GS | DR  |
| ---- | -------------------- | -- | -- | -- | - | -- | -- | -- | --- |
| 1.   | Feralpisalò          | 36 | 16 | 12 | 0 | 4  | 42 | 20 | +22 |
| 1.   | AlbinoLeffe          | 36 | 16 | 11 | 3 | 2  | 31 | 12 | +19 |
| 1.   | Padova               | 36 | 16 | 11 | 3 | 2  | 30 | 14 | +16 |
| 4.   | L.R. Vicenza         | 27 | 16 | 7  | 6 | 3  | 39 | 25 | +14 |
| 5.   | Arzignano Valchiampo | 20 | 16 | 5  | 5 | 6  | 29 | 27 | +2  |
| 6.   | Pergolettese         | 19 | 16 | 5  | 4 | 7  | 23 | 29 | -6  |
| 7.   | Triestina            | 13 | 16 | 3  | 4 | 9  | 18 | 34 | -16 |
| 8.   | Piacenza             | 12 | 15 | 3  | 3 | 9  | 17 | 34 | -17 |
| 8.   | Südtirol             | 12 | 16 | 3  | 3 | 10 | 17 | 35 | -18 |
| 10.  | Virtus Verona        | 8  | 15 | 1  | 5 | 9  | 16 | 32 | -16 |

Legenda:

      Ammesse alla fase finale A.
      Ammesse alla fase finale B.
Note:

Tre punti a vittoria, uno a pareggio, zero a sconfitta.

#### Tabellone
|                      | Alb   | AVa   | Fer   | LRV   | Pad   | Per   | Pia   | Süd   | Tri   | VVe   |
| -------------------- | ----- | ----- | ----- | ----- | ----- | ----- | ----- | ----- | ----- | ----- |
| AlbinoLeffe          | ----- | 2-3   | 2-0   | 0-2   | 1-0   |       | 5-3   | 3-1   | 0-0   | 2-2   |
| Arzignano Valchiampo | 0-2   | ----- | 0-2   | 1-1   | 2-4   | 2-1   | 1-1   | 1-1   |       | 2-2   |
| Feralpisalò          | 0-2   | 3-2   | ----- | 2-4   |       | 3-1   | 7-0   | 3-2   | 4-1   | 2-1   |
| L.R. Vicenza         | 0-2   | 3-3   | 2-3   | ----- | 3-0   | 1-1   | 3-0   | 3-3   | 0-0   |       |
| Padova               |       | 3-0   | 1-0   | 3-2   | ----- | 2-1   | 2-1   | 2-0   | 5-0   | 2-2   |
| Pergolettese         | 1-2   | 0-6   | 0-1   | 3-3   | 1-1   | ----- |       |       | 2-2   | 2-1   |
| Piacenza             | 0-0   | 0-2   | 1-3   |       | 1-1   | 2-3   | ----- | 1-2   | 2-1   |       |
| Südtirol             | 0-2   | 0-3   | 1-4   | 1-3   | 0-2   | 2-1   |       | ----- | 3-2   | 0-0   |
| Triestina            | 0-2   | 2-1   |       | 1-6   | 0-1   | 1-2   | 1-3   | 2-1   | ----- | 4-1   |
| Virtus Verona        | 0-4   |       | 0-5   | 2-3   | 0-1   | 0-2   | 1-2   | 3-0   | 1-1   | ----- |

### Girone C

#### Classifica finale
| Pos. | Squadra   | Pt | G  | V  | N | P  | GF | GS | DR  |
| ---- | --------- | -- | -- | -- | - | -- | -- | -- | --- |
| 1.   | Viterbese | 46 | 17 | 15 | 1 | 1  | 39 | 8  | +31 |
| 2.   | Ternana   | 35 | 16 | 11 | 2 | 3  | 33 | 13 | +20 |
| 3.   | Carrarese | 33 | 17 | 10 | 3 | 4  | 31 | 22 | +9  |
| 4.   | Arezzo    | 27 | 16 | 8  | 3 | 5  | 30 | 24 | +6  |
| 5.   | Olbia     | 26 | 17 | 8  | 2 | 7  | 34 | 33 | +1  |
| 6.   | Siena     | 24 | 17 | 7  | 3 | 7  | 29 | 25 | +4  |
| 7.   | Pistoiese | 16 | 17 | 4  | 4 | 9  | 26 | 27 | -1  |
| 8.   | Rieti     | 10 | 17 | 2  | 4 | 11 | 22 | 40 | -18 |
| 9.   | Pianese   | 10 | 16 | 2  | 4 | 10 | 14 | 38 | -24 |
| 10.  | Pontedera | 7  | 16 | 1  | 3 | 12 | 15 | 43 | -28 |

Legenda:

      Ammesse alla fase finale A.
      Ammesse alla fase finale B.
Note:

Tre punti a vittoria, uno a pareggio, zero a sconfitta.

#### Tabellone
|           | Are   | Car   | Olb   | Pia   | Pis   | Pon   | Rie   | Sie   | Ter   | Vit   |
| --------- | ----- | ----- | ----- | ----- | ----- | ----- | ----- | ----- | ----- | ----- |
| Arezzo    | ----- | 1-0   | 0-1   | 4-1   | 3-2   | 1-0   |       | 1-3   | 3-2   | 2-2   |
| Carrarese | 3-3   | ----- | 2-1   | 1-0   | 2-1   | 5-1   | 3-1   | 2-1   | 0-2   | 1-0   |
| Olbia     | 0-3   | 2-3   | ----- | 0-0   | 1-0   | 4-0   | 2-1   | 5-2   | 1-3   |       |
| Pianese   | 2-5   | 1-3   | 3-3   | ----- | 0-2   | 3-0   | 1-1   | 0-3   |       | 0-5   |
| Pistoiese | 2-2   |       | 2-4   | 3-0   | ----- | 3-0   | 4-0   | 1-3   | 1-1   | 0-1   |
| Pontedera |       | 1-1   | 4-3   | 0-1   | 3-3   | ----- | 1-4   | 0-0   | 3-3   | 1-6   |
| Rieti     | 1-2   | 1-2   | 2-4   | 1-1   | 2-2   | 2-1   | ----- | 3-3   | 0-3   | 2-4   |
| Siena     | 1-0   | 2-2   | 2-3   |       | 2-0   | 3-0   | 2-1   | ----- | 1-2   | 0-1   |
| Ternana   | 1-0   | 2-0   | 4-0   | 3-1   | 1-0   |       | 4-0   | 2-0   | ----- | 0-1   |
| Viterbese | 3-0   | 2-1   | 2-0   | 4-0   | 2-0   | 1-0   | 1-0   | 2-1   | 2-0   | ----- |

### Girone D

#### Classifica finale
| Pos. | Squadra       | Pt | G  | V  | N | P  | GF | GS | DR  |
| ---- | ------------- | -- | -- | -- | - | -- | -- | -- | --- |
| 1.   | Cesena        | 32 | 16 | 10 | 2 | 4  | 33 | 18 | +15 |
| 2.   | Carpi         | 27 | 16 | 8  | 3 | 5  | 26 | 15 | +11 |
| 3.   | Ravenna       | 26 | 16 | 8  | 2 | 6  | 26 | 27 | -1  |
| 4.   | Imolese       | 26 | 16 | 8  | 2 | 6  | 27 | 32 | -5  |
| 5.   | Modena        | 25 | 16 | 8  | 1 | 7  | 25 | 20 | +5  |
| 6.   | Reggio Audace | 23 | 16 | 6  | 5 | 5  | 21 | 20 | +1  |
| 7.   | Rimini        | 20 | 16 | 5  | 5 | 6  | 23 | 23 | 0   |
| 8.   | Fano          | 19 | 16 | 4  | 7 | 5  | 21 | 24 | -3  |
| 9.   | Gubbio        | 12 | 16 | 3  | 3 | 10 | 13 | 28 | -15 |
| 10.  | Vis Pesaro    | 12 | 16 | 2  | 6 | 8  | 17 | 25 | -8  |

Legenda:

      Ammesse alla fase finale A.
      Ammesse alla fase finale B.
Note:

Tre punti a vittoria, uno a pareggio, zero a sconfitta.

#### Tabellone
|               | Car   | Ces   | Fan   | Gub   | Imo   | Mod   | Rav   | Reg   | Rim   | VPe   |
| ------------- | ----- | ----- | ----- | ----- | ----- | ----- | ----- | ----- | ----- | ----- |
| Carpi         | ----- | 0-1   | 1-1   | 2-0   | 3-0   | 2-0   | 3-0   |       | 4-1   | 0-0   |
| Cesena        | 1-0   | ----- | 1-0   | 3-0   |       | 0-1   | 5-0   | 1-2   | 3-1   | 3-1   |
| Fano          | 1-2   | 1-1   | ----- | 2-1   | 1-3   | 2-1   | 2-0   | 1-1   |       | 4-2   |
| Gubbio        | 2-3   | 2-1   | 1-1   | ----- | 0-2   |       | 0-2   | 1-1   | 1-0   | 1-1   |
| Imolese       | 2-1   | 3-4   |       | 2-1   | ----- | 0-5   | 2-1   | 4-3   | 2-2   | 2-0   |
| Modena        | 3-1   | 4-1   | 2-0   | 2-0   | 1-1   | ----- | 0-2   | 1-0   | 3-0   |       |
| Ravenna       |       | 2-5   | 2-2   | 2-0   | 2-1   | 4-0   | ----- | 3-1   | 2-1   | 2-2   |
| Reggio Audace | 2-1   | 0-2   | 1-1   |       | 0-1   | 3-1   | 2-0   | ----- | 3-2   | 0-0   |
| Rimini        | 1-1   | 1-1   | 4-1   | 3-1   | 3-0   | 1-0   |       | 1-1   | ----- | 0-0   |
| Vis Pesaro    | 0-2   |       | 1-1   | 1-2   | 5-2   | 3-1   | 1-2   | 0-1   | 0-2   | ----- |

### Girone E

#### Classifica finale
| Pos. | Squadra            | Pt | G  | V  | N | P  | GF | GS | DR  |
| ---- | ------------------ | -- | -- | -- | - | -- | -- | -- | --- |
| 1.   | Monopoli           | 33 | 16 | 10 | 3 | 3  | 26 | 13 | +13 |
| 2.   | Teramo             | 28 | 16 | 8  | 4 | 4  | 29 | 12 | +17 |
| 3.   | Fermana            | 27 | 16 | 8  | 3 | 5  | 25 | 16 | +9  |
| 4.   | Bari               | 26 | 17 | 8  | 2 | 7  | 23 | 26 | -3  |
| 5.   | Virtus Francavilla | 26 | 17 | 8  | 2 | 7  | 34 | 26 | +8  |
| 6.   | Sambenedettese     | 23 | 16 | 6  | 5 | 5  | 23 | 23 | 0   |
| 7.   | Lecce              | 21 | 17 | 5  | 6 | 6  | 19 | 21 | -2  |
| 8.   | Bisceglie          | 20 | 17 | 5  | 5 | 7  | 19 | 31 | -12 |
| 9.   | Potenza            | 13 | 17 | 3  | 4 | 10 | 25 | 35 | -10 |
| 10.  | AZ Picerno         | 13 | 17 | 3  | 4 | 10 | 14 | 34 | -20 |

Legenda:

      Ammesse alla fase finale A.
      Ammesse alla fase finale B.
Note:

Tre punti a vittoria, uno a pareggio, zero a sconfitta.

#### Tabellone
|                    | AZP   | Bar   | Bis   | Fer   | Lec   | Mon   | Pot   | Sam   | Ter   | VFr   |
| ------------------ | ----- | ----- | ----- | ----- | ----- | ----- | ----- | ----- | ----- | ----- |
| AZ Picerno         | ----- | 3-1   | 0-3   | 1-0   | 0-2   | 1-2   | 0-3   | 0-3   |       | 0-4   |
| Bari               | 2-1   | ----- |       | 1-0   | 2-1   | 0-1   | 4-3   | 2-3   | 0-4   | 2-1   |
| Bisceglie          | 1-2   | 1-0   | ----- | 2-1   | 1-1   | 0-3   | 1-1   | 0-0   | 1-5   | 2-2   |
| Fermana            | 3-0   | 2-2   | 2-1   | ----- | 3-0   |       | 2-1   | 0-1   | 1-0   | 3-2   |
| Lecce              | 2-2   | 0-0   | 1-1   | 0-0   | ----- | 2-0   | 3-0   | 3-0   | 0-0   | 0-2   |
| Monopoli           | 1-1   | 3-0   | 1-2   | 0-3   | 4-0   | ----- | 3-0   |       | 1-0   | 2-1   |
| Potenza            | 2-2   | 0-2   | 1-2   | 3-2   |       | 0-1   | ----- | 2-2   | 0-1   | 4-3   |
| Sambenedettese     | 0-0   | 2-1   | 3-0   | 2-2   | 2-3   | 1-1   | 3-2   | ----- | 0-4   |       |
| Teramo             | 2-0   | 0-1   | 3-0   |       | 2-0   | 2-2   | 1-1   | 2-1   | ----- | 1-1   |
| Virtus Francavilla | 3-1   | 1-3   | 5-1   | 0-1   | 2-1   | 0-1   | 3-2   | 1-0   | 3-2   | ----- |

### Girone F

#### Classifica finale
| Pos. | Squadra        | Pt | G  | V  | N | P  | GF | GS | DR  |
| ---- | -------------- | -- | -- | -- | - | -- | -- | -- | --- |
| 1.   | Cavese         | 36 | 17 | 11 | 3 | 3  | 32 | 16 | +16 |
| 2.   | Catania        | 35 | 17 | 10 | 5 | 2  | 39 | 22 | +17 |
| 3.   | Catanzaro      | 35 | 17 | 11 | 2 | 4  | 44 | 25 | +19 |
| 4.   | Paganese       | 30 | 17 | 9  | 3 | 5  | 24 | 20 | +4  |
| 5.   | Rende          | 25 | 17 | 7  | 4 | 6  | 34 | 24 | +10 |
| 6.   | Sicula Leonzio | 20 | 17 | 6  | 2 | 9  | 30 | 30 | 0   |
| 7.   | Avellino       | 20 | 17 | 5  | 5 | 7  | 26 | 28 | -2  |
| 8.   | Reggina        | 20 | 17 | 5  | 5 | 7  | 34 | 38 | -4  |
| 9.   | Casertana      | 12 | 17 | 3  | 3 | 11 | 15 | 35 | -20 |
| 10.  | Vibonese       | 5  | 17 | 1  | 2 | 14 | 14 | 54 | -40 |

Legenda:

      Ammesse alla fase finale A.
      Ammesse alla fase finale B.
Note:

Tre punti a vittoria, uno a pareggio, zero a sconfitta.

#### Tabellone
|                | Ave   | Cas   | Cat   | Ctz   | Cav   | Pag   | Ren   | Reg   | SLe   | Vib   |
| -------------- | ----- | ----- | ----- | ----- | ----- | ----- | ----- | ----- | ----- | ----- |
| Avellino       | ----- | 2-2   | 0-1   | 2-2   | 3-2   | 1-2   | 4-2   | 4-3   | 0-1   | 4-0   |
| Casertana      | 2-1   | ----- | 2-3   | 0-2   | 0-0   | 0-4   | 0-1   | 2-2   |       | 0-1   |
| Catania        | 1-0   | 2-1   | ----- | 4-2   | 3-4   | 1-1   | 2-2   | 4-1   | 2-2   | 7-1   |
| Catanzaro      | 3-0   | 6-0   | 0-0   | ----- | 1-2   | 1-0   | 0-7   | 5-4   | 2-0   | 10-1  |
| Cavese         | 3-0   | 3-0   | 0-2   | 1-2   | ----- | 2-0   | 2-0   | 1-1   | 2-0   | 2-1   |
| Paganese       | 0-0   | 1-0   | 2-3   | 0-1   |       | ----- | 2-1   | 1-0   | 2-1   | 1-0   |
| Rende          | 1-1   | 0-2   |       | 2-0   | 2-2   | 0-0   | ----- | 2-1   | 3-1   | 5-0   |
| Reggina        | 3-3   | 3-1   | 2-2   |       | 0-3   | 1-3   | 3-2   | ----- | 4-2   | 1-1   |
| Sicula Leonzio | 0-1   | 3-0   | 2-1   | 2-3   | 0-1   | 5-1   | 3-2   | 2-3   | ----- | 2-2   |
| Vibonese       |       | 1-3   | 0-1   | 0-4   | 1-2   | 3-4   | 1-2   | 0-2   | 1-4   | ----- |

## Fasi finali (B e A)
Annullate in seguito alla disposizione di sospensione definitiva, emanata dalla Lega Pro, in seguito al protrarsi dell'emergenza sanitaria causata dalla pandemia di COVID-19.